# Детенгоф, Фёдор Фёдорович
Фёдор Фёдорович Детенгоф (14 сентября 1898, Москва — 31 октября 1973, Ташкент) — советский врач-психиатр, доктор медицинских наук, профессор, заслуженный деятель науки Узбекской ССР (1950). Является одним из основоположников психиатрии в Узбекистане. С 1940 года заведовал кафедрой психиатрии Ташкентского медицинского института. С 1962 по 1972 гг. главный психиатр Ташкента.
Известен, в частности, тем, что вместе с другими членами ташкентской судебно-психиатрической экспертной комиссии в 1969 году имел мужество отвергнуть заключение стационарной судебно-психиатрической экспертизы, проводившейся в московском Институте им. В. П. Сербского (в состав комиссии входили А. В. Снежневский, Г. В. Морозов и Д. Р. Лунц), относительно психического здоровья известного советского диссидента Петра Григоренко (вывод комиссии Детенгофа: «Здоров и ранее был здоров»). Тем самым, по утверждению редакции «Независимого психиатрического журнала», Ф. Ф. Детенгоф «спас честь отечественной психиатрии в годы широкомасштабного использования психиатрии в политических целях»

## Биография
Родился в семье известного московского парфюмера, который был родом из обрусевших голландцев. В 1920 году он окончил медицинский факультет Первого московского государственного университета, затем учился в клинической ординатуре при психиатрической клинике им. Корсакова и окончил экстернатуру при нервной клинике под руководством Г. И. Россолимо, работая одновременно районным наркологом.
С 1925 по 1927 годы Ф. Ф. Детенгоф работал ординатором санатория для нервнобольных, позднее в детской психоневрологической клинике Москвы, в Первой городской психиатрической больнице, научным сотрудником в научно-исследовательском институте им. Ганнушкина, ассистентом кафедры педиатрического факультета 2-го Московского медицинского института.
В 1938 г. Ф. Ф. Детенгоф защитил докторскую диссертацию, посвященную клинике и течению психических расстройств при хроническом эпидемическом энцефалите. В 1940 году он был избран заведующим кафедрой психиатрии Ташкентского медицинского института, где проработал более 30 лет.
Занимался научными исследованиями в области клиники экзогенно-органических психозов, шизофрении, терапии психических заболеваний. Много внимания уделял организации психиатрической помощи в Узбекской ССР.
В 1969 году Ф. Ф. Детенгоф со своей судебно-психиатрической экспертной комиссией (Е. Б. Коган, А. М. Славгородская, И. Л. Смирнова), обследовав Петра Григоренко, не согласился с заключением судебно-психиатрической экспертизы во главе с А. В. Снежневским и Д. Р. Лунцем 1964 года (где значилось: «паранойяльное (бредовое) развитие личности с присоединением явлений начального атеросклероза головного мозга. Невменяем. В спецпсихбольницу на принудительное лечение») и записал: «Признаков психического заболевания не проявляет в настоящее время, как не проявлял их и в период совершения инкриминируемых ему преступлений. Вменяем. В стационарном обследовании не нуждается».
Спустя три месяца Григоренко отправили на стационарную судебно-психиатрическую экспертизу в Институт имени Сербского, которая продублировала заключение экспертизы 1964 года. Ф. Ф. Детенгофа вызвали в Москву, где Г. В. Морозов и Д. Р. Лунц оказали на него давление, требуя отказаться от своего заключения. По утверждению Ю. С. Савенко, стресс, вызванный этой ситуацией, ускорил смерть пожилого Детенгофа, однако с этим не соглашается другой известный психиатр, Р. Шакир-Алиев, который, отмечая гражданское мужество Детенгофа, тем не менее пишет, что его смерть последовала лишь через несколько лет и, по всей видимости, не была связана с давлением, оказанным на него в Москве.

## Научные труды
Ф. Ф. Детенгоф — автор более 100 научных работ, в том числе 3 монографий:
- Пособие по лечению психических заболеваний. — М.: Государственное издательство медицинской литературы, 1943.
- Лечение неврозов и психозов. — Ташкент: ГИ Узбекской ССР, 1955.
- Психозы и психические нарушения при эпидемическом энцефалите, 1960.
- Психическая закалка. — Ташкент: Издательство «Медицина» УзССР, 1967.
- Учебное пособие по психиатрии. — Ташкент: Издательство «Медицина» УзССР, 1969.

Был главным психиатром республики, председателем Узбекского общества невропатологов и психиатров, являлся членом редакционного совета Журнала им. С. С. Корсакова и Медицинского журнала Узбекистана.

## Отзывы
По словам профессора Ш. Ш. Магзумовой (кафедра психиатрии и наркологии Ташкентской медицинской академии),
Ф. Ф. Детенгоф был талантливым и эрудированным педагогом, его яркие, содержательные и эмоциональные лекции и клинические разборы привлекали широкий круг студенчества и специалистов. <…> Федора Федоровича вспоминают как человека требовательного к себе и сотрудникам, принципиального и высоко интеллигентного руководителя, скромного и доброго человека. Эрудированность, увлеченность научно-практической деятельностью, щедрость, с которой он делился своими знаниями и опытом, простота и душевность общения, постоянная готовность прийти на помощь, тонкое чувство юмора, снискали ему глубокое уважение, заслуженный авторитет коллектива кафедры, института и всей медицинской общественности Узбекистана.
Известный психиатр Рефат Шакир-Алиев, какое-то время бывший главным специалистом Минздрава Узбекистана, отмечая, что Ф. Ф. Детенгоф, несомненно, «ясно осознавал, на что идёт, меняя диагноз столичных корифеев», утверждал:
Возможно, одним, если не главным, но, во всяком случае, важным и общим мотивом отрицания предыдущего диагноза, выставленного Снежневским и Лунцем, могло быть то, что Детенгоф органически не воспринимал психиатрию, которая создавалась Снежневским и его окружением. <...> Конечно, неприятие Детенгофом современной ему советской психиатрии было, скорее, фоном, чем решающим мотивом его решения. В таких ситуациях основным фактором была и остаётся совесть. Совесть врача и человека. И гражданское мужество. Они у Ф. Ф. Детенгофа оказались на высоте.

## Награды
Награждён тремя орденами Трудового Красного Знамени и многими медалями.